# Конгрив, Уильям
Уи́льям Ко́нгрив (William Congreve; 24 января 1670 — 19 января 1729, Лондон) — английский драматург эпохи классицизма, стоявший у истоков британской комедии нравов и прозванный «английским Мольером». Написал в общей сложности четыре комедии: «Старый холостяк», «Двойная игра», «Любовь за любовь» и «Так поступают в свете». Эти пьесы отличают искрящиеся остроумием диалоги, сатирическая подача модных типажей и иронический взгляд на претенциозные манеры периода стюартовской Реставрации.

## Биография
Конгрив вырос и получил образование в Ирландии. В дублинском Тринити-колледже его товарищем был Джонатан Свифт. После Славной революции Конгривы обосновались в Стаффордшире, а молодой человек был направлен в Лондон на юридическую стажировку. Вместо занятий правом он опубликовал под псевдонимом написанную ещё в 17 лет лёгкую пьесу «Незнакомка». Она привлекла внимание законодателя литературных вкусов Англии — Джона Драйдена. В 1693 г. Конгрив и Драйден вместе поработали над переводом сатир Персия и Ювенала.
В марте 1693 года имя Конгрива прогремело на весь Лондон: его первая «взрослая» пьеса «Старый холостяк», написанная в период выздоровления от болезни, была поставлена в престижном театре Друри-Лейн и не сходила со сцены две недели, что по тем временам было редкостным успехом. Драйден объявил «Старого холостяка» лучшим театральным дебютом своего времени и написал восторженное вступление к третьей пьесе начинающего автора, «Двойная игра». Эта пьеса была поставлена в декабре и, несмотря на блестящую драматургическую технику, вызвала неоднозначную реакцию у столичных ценителей театра.

В 1694 года в труппе королевского театра на Друри-Лейн произошёл раскол, побудивший короля дать разрешение на перевод части актёров в новый театр на Линкольн-Инн-Фильдс. Он открылся в апреле 1695 года постановкой конгривовской пьесы «Любовь за любовь», которая имела грандиозный успех. Драматургу было предложено место в руководстве театра, а он обещал отдавать туда каждый год по новой пьесе. 

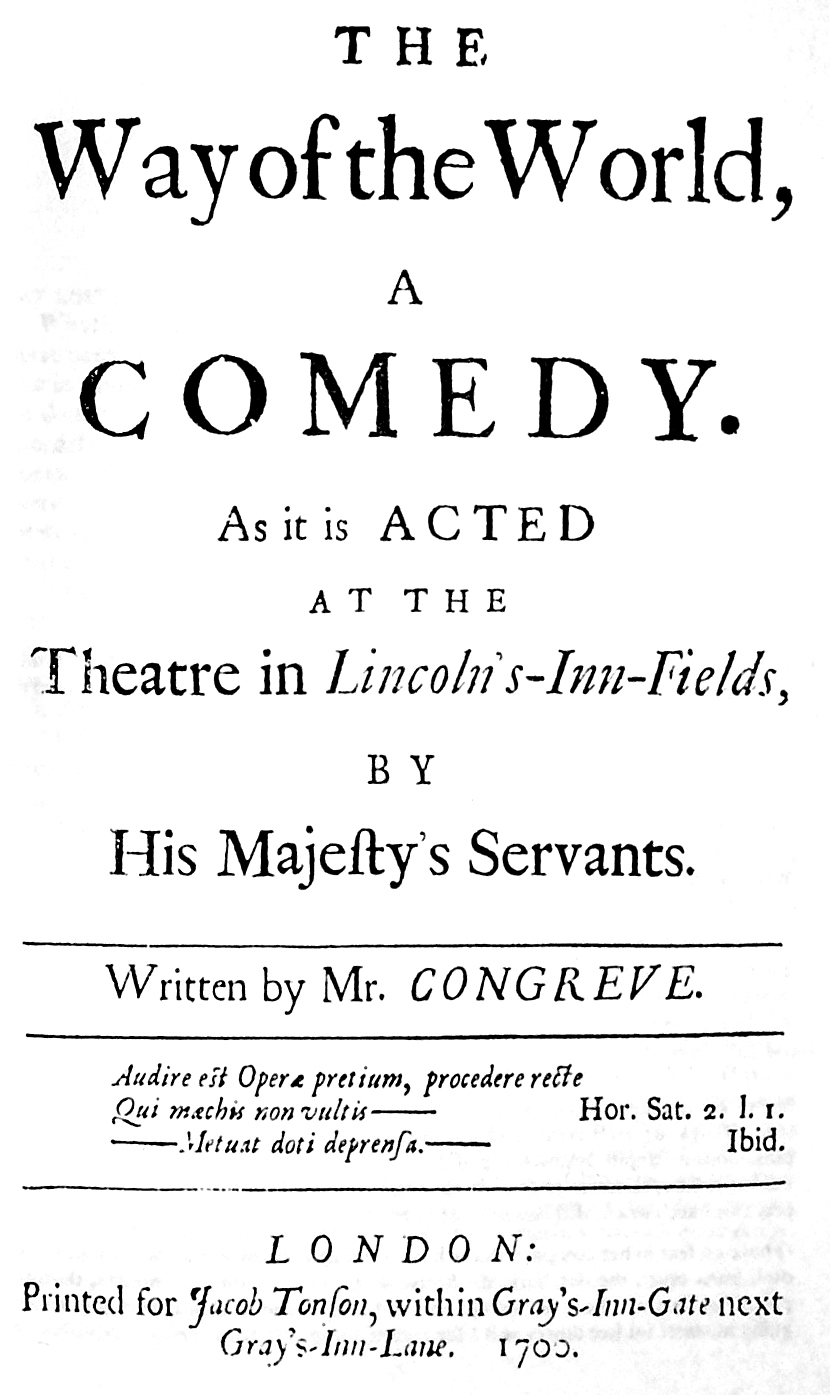
Первое издание комедии «Так поступают в свете» (1700)

После написания Конгривом элегии на смерть королевы Марии у него появились поклонники в высших слоях британского общества, доставившие ему высокооплачиваемую синекуру в акцизном ведомстве. В моду тогда входили риторические трагедии, и Конгрив в 1697 году представил свой собственный опыт в этом роде под названием «Невеста в трауре». Хотя эта пьеса редко ставилась впоследствии, в то время она имела ошеломляющий успех.
На гребне успеха 30-летний драматург в 1700 году оставил театр. Его последней работой в драматическом жанре стала комедия «Так поступают в свете», высмеивающая фальшь и лицемерие модного общества. Современники Конгрива приняли его шедевр прохладно, хотя именно он единственным из английских пьес эпохи классицизма продолжал ставиться в английских театрах на протяжении всего XIX и первой половины XX века.
Во второй половине своей жизни Конгрив продолжал исправно служить, сначала по акцизному ведомству, затем в качестве правительственного секретаря по делам Ямайки. Он поддерживал дружеские отношения со Свифтом, Александром Поупом, Джоном Деннисом и Ричардом Стилом, а в свободное время переводил стихи латинских поэтов. В 1705 г. написал вместе с Джоном Ванбру драматический отрывок для театра итальянской оперы, подготовил либретто двух опер и перевёл на английский мольеровского «Господина де Пурсоньяка».
В последние годы жизни Конгрив — холостяк по образу жизни, страдавший от подагры и глазной катаракты, — близко сошёлся с герцогиней Мальборо (дочерью полководца) — так близко, что мало кто сомневался в том, что именно от него у герцогини родилась дочь Мэри — будущая герцогиня Лидс. Сын Мэри и внук драматурга, Фрэнсис Осборн, в 1783—1791 годах замещал должность министра иностранных дел.
Именно герцогине драматург оставил всё своё состояние после того, как на него наехала карета и он слёг без надежды на выздоровление. Похоронен Конгрив в уголке поэтов Вестминстерского аббатства.